# Donja Rašenica
Donja Rašenica je naselje u Republici Hrvatskoj, u sastavu Grada Grubišnog Polja, Bjelovarsko-bilogorska županija. 

## Stanovništvo
Prema popisu stanovništva iz 2001. godine, naselje je imalo 201 stanovnika te 69 obiteljskih kućanstava.
Prema popisu stanovništva iz 2011. godine, naselje je imalo 164 stanovnika.
| broj stanovnika | 341   | 353   | 454   | 401   | 449   | 449   | 450   | 434   | 396   | 390   | 385   | 352   | 301   | 233   | 201   | 164   | 129   |
|                 | 1857. | 1869. | 1880. | 1890. | 1900. | 1910. | 1921. | 1931. | 1948. | 1953. | 1961. | 1971. | 1981. | 1991. | 2001. | 2011. | 2021. |